# Шайтанов, Валерий Альбертович
Валерий Альбертович Шайтанов (род. 21 октября 1963, пгт Самодед, Плесецкий район, Архангельская область, РСФСР, СССР) — деятель спецслужб Украины, генерал-майор СБУ.
Служил в подразделениях специального назначения КГБ СССР, затем — в «Альфе» СБУ.
Во время Майдана в Киеве полковник Шайтанов командовал одной из штурмовых групп, которые штурмовали и сожгли Дом профсоюзов в феврале 2014 года, в котором заживо сгорели несколько человек.
Весной 2014 года — на Донбассе. В частности, вёл переговоры с бывшим начальником Донецкой «Альфы», а впоследствии — командиром бригады «Восток» Александром Ходаковским. Его спецподразделение отказалось уничтожать блокпосты ополченцев вокруг Славянска, что дало возможность Гиркину (Стрелкову) закрепиться в городе.
С августа 2015 года — Первый заместитель начальника Центра специальных операций по борьбе терроризмом СБУ.
23 августа президент Украины Пётр Порошенко присвоил полковнику Шайтанову звание генерал-майор.
31 октября 2015 года руководил операцией по аресту лидера партии УКРОП и бывшего вице-губернатора Днепропетровской области Геннадия Корбана.

## Арест
14 апреля 2020 года задержан СБУ по ряду обвинений, в том числе в государственной измене. По данным СБУ Валерий Шайтанов был в 2014 году завербован полковником ФСБ России Игорем Егоровым, готовил очередное покушение на чеченца Адама Осмаева, собирал и передавал российской стороне информацию:
- об обстоятельствах проведения отдельных тайных операций в зоне Вооружённого конфликта на востоке Украины и задействованных в них сотрудников;
- о международном сотрудничестве спецслужб Украины в сфере национальной безопасности и обороны;
- о сотрудниках руководящего звена Департамента контрразведки, оперативных подразделений СБ Украины и ЦСО «Альфа», украинских разведывательных органов;
- о подборе, изучении и привлечении офицеров специальных и разведывательных органов для работы на ФСБ[6].